# Gran Premio motociclistico di Germania 1964
Il Gran Premio motociclistico di Germania fu il settimo appuntamento del motomondiale 1964.
Si svolse il 18 e 19 luglio 1964 presso il circuito di Solitude, e corsero tutte le classi (250 e 350 il 18, le altre classi il 19). La gara si corse in concomitanza con il Gran Premio della Solitude, gara di Formula 1 non iridata vinta da Jim Clark davanti a John Surtees.
Mike Hailwood, alla quinta vittoria consecutiva in 500, si assicurò il titolo mondiale. La gara fu segnata da un incidente che coinvolse Walter Scheimann e Karl Recktenwald: quest'ultimo morì in ospedale. Tra i partecipanti alla gara anche il futuro pluricampione dei sidecar Klaus Enders, settimo al traguardo.
Jim Redman fu protagonista delle gare di 125, 250 e 350: in 125 e 350 vinse, mentre in 250 (gara in cui Giacomo Agostini fece il suo debutto all'estero, terminando al quarto posto) si dovette arrendere a Phil Read.
Ralph Bryans vinse la gara della 50, approfittando dell'assenza di Hugh Anderson (feritosi nella prova della 125).
Nei sidecar, per i quali si trattava dell'ultima gara stagionale, vittoria per Fritz Scheidegger e titolo a Max Deubel, secondo al traguardo. Deubel eguagliò Eric Oliver per numero di Mondiali vinti (4).

## Classe 500

### Arrivati al traguardo
| Pos. | Pilota              | Moto      | Tempo        | Punti |
| ---- | ------------------- | --------- | ------------ | ----- |
| 1    | Mike Hailwood       | MV Agusta | 1h 18' 25" 3 | 8     |
| 2    | Jack Ahearn         | Norton    | +2' 38" 2    | 6     |
| 3    | Phil Read           | Matchless | +2' 39" 1    | 4     |
| 4    | Gyula Marsovszky    | Matchless | +4' 31"      | 3     |
| 5    | Morrie Low          | Norton    | +1 giro      | 2     |
| 6    | Fred Stevens        | Matchless | +1 giro      | 1     |
| 7    | Klaus Enders        | Norton    |              |       |
| 8    | Dennis Fry          | Norton    |              |       |
| 9    | Lewis Young         | Matchless |              |       |
| 10   | Andreas Georgeades  | Matchless |              |       |
| 11   | Ken King            | Norton    |              |       |
| 12   | Maurice Hawthorne   | Norton    |              |       |
| 13   | Hans-Otto Butenuth  | BMW       |              |       |
| 14   | Hartmut Allner      | BMW       |              |       |
| 15   | Bosse Granath       | Matchless |              |       |
| 15   | Hans-Jürgen Melcher | Norton    |              |       |

### Ritirati
| Pilota               | Moto      | Motivo ritiro |
| -------------------- | --------- | ------------- |
| Karl Recktenwald     | Norton    | caduta        |
| Lothar John          | Norton    |               |
| Manfred Gäckle       | Matchless |               |
| Raymond Bogaerdt     | Norton    |               |
| Roy Robinson         | Norton    |               |
| Heiner Butz          | Norton    |               |
| Sven-Olov Gunnarsson | Norton    |               |
| Gustav Havel         | Jawa      |               |
| Dan Shorey           | Norton    |               |
| Paddy Driver         | Matchless |               |
| Jack Findlay         | Matchless |               |
| Rudolf Bergsleithner | Norton    |               |
| Derek Woodman        | Matchless |               |
| Walter Scheimann     | Norton    | caduta        |
| Ernst Hiller         | Norton    |               |
| Vernon Cottle        | Norton    |               |
| Manfred Zeller       | Norton    |               |

## Classe 350

### Arrivati al traguardo
| Pos. | Pilota          | Moto      | Tempo        | Punti |
| ---- | --------------- | --------- | ------------ | ----- |
| 1    | Jim Redman      | Honda     | 1h 02' 47" 5 | 8     |
| 2    | Bruce Beale     | Honda     | +59" 9       | 6     |
| 3    | Mike Duff       | AJS       | +3' 28" 9    | 4     |
| 4    | Gilberto Milani | Aermacchi | +3' 30" 5    | 3     |
| 5    | Paddy Driver    | AJS       | +3' 31" 9    | 2     |
| 6    | Vernon Cottle   | AJS       | +4' 09" 4    | 1     |
| 7    | Derek Woodman   | AJS       | +4' 21" 6    |       |

## Classe 250

### Arrivati al traguardo
| Pos | Pilota            | Moto        | Tempo     | Punti |
| --- | ----------------- | ----------- | --------- | ----- |
| 1   | Phil Read         | Yamaha      | 48' 16" 4 | 8     |
| 2   | Jim Redman        | Honda       | +3" 1     | 6     |
| 3   | Mike Duff         | Yamaha      | +9" 8     | 4     |
| 4   | Giacomo Agostini  | Moto Morini | +35" 1    | 3     |
| 5   | Tarquinio Provini | Benelli     | +52" 9    | 2     |
| 6   | Luigi Taveri      | Honda       | +2' 31" 9 | 1     |

## Classe 125

### Arrivati al traguardo
| Pos | Pilota           | Moto   | Tempo     | Punti |
| --- | ---------------- | ------ | --------- | ----- |
| 1   | Jim Redman       | Honda  | 45' 42" 9 | 8     |
| 2   | Luigi Taveri     | Honda  | +52" 8    | 6     |
| 3   | Walter Scheimann | Honda  | +4' 33" 8 | 4     |
| 4   | Bert Schneider   | Suzuki | +4' 34" 7 | 3     |
| 5   | Richard Thomas   | Honda  | +5' 44" 9 | 2     |
| 6   | Peter Eser       | Honda  | +1 giro   | 1     |

## Classe 50

### Arrivati al traguardo
| Pos. | Pilota               | Moto     | Tempo     | Punti |
| ---- | -------------------- | -------- | --------- | ----- |
| 1    | Ralph Bryans         | Honda    | 51' 22" 1 | 8     |
| 2    | Isao Morishita       | Suzuki   | +1' 31" 7 | 6     |
| 3    | Mitsuo Itoh          | Suzuki   | +1' 57" 9 | 4     |
| 4    | Hans-Georg Anscheidt | Kreidler | +3' 00"   | 3     |
| 5    | Peter Eser           | Honda    | +1 giro   | 2     |
| 6    | Albert Beirle        | Kreidler | +1 giro   | 1     |

## Classe sidecar
Per le motocarrozzette si trattò dell'82ª prova dall'istituzione della classe nel 1949. La gara si svolse su 9 giri, per un totale di 102,752 km.
Il giro più veloce fu di Max Deubel/Emil Hörner (BMW).

### Arrivati al traguardo
| Pos | Pilota            | Passeggero       | Moto | Tempo     | Punti |
| --- | ----------------- | ---------------- | ---- | --------- | ----- |
| 1   | Fritz Scheidegger | John Robinson    | BMW  | 43' 44" 3 | 8     |
| 2   | Max Deubel        | Emil Hörner      | BMW  | +8" 2     | 6     |
| 3   | Georg Auerbacher  | Beno Heim        | BMW  | +46" 5    | 4     |
| 4   | Arsenius Butscher | Wolfgang Kalauch | BMW  |           | 3     |
| 5   | August Wolf       | Werner Zielaff   | BMW  |           | 2     |
| 6   | Gert Selbmann     | Rolf Müller      | BMW  |           | 1     |

## Fonti e bibliografia
- Corriere dello Sport, 20 luglio 1964, pag. 2.
- Risultati della 500 su autosport.com, su autosport.com.
- Risultati di 125 e 250 su gazzetta.it